# CyberLink
 (décembre 2019).
Si vous disposez d'ouvrages ou d'articles de référence ou si vous connaissez des sites web de qualité traitant du thème abordé ici, merci de compléter l'article en donnant les références utiles à sa vérifiabilité et en les liant à la section « Notes et références ».
CyberLink est une entreprise taïwanaise fondée en 1996 par Jau Huang. Elle publie des logiciels multimédia qui permettent la lecture, l'édition, la gestion de photo et vidéos sur un ordinateur, PC ou portable, avec Windows ou MacOS.
Le siège social de CyberLink se situe à Taipei, avec d'autres bureaux aux États-Unis, Japon et aux Pays-Bas.

## Organisation
Jau Huang fonde la CyberLink Corp. en 1996.
En 2001, Hilda Peng rejoint CyberLink et prend la direction générale de CyberLink Japon[réf. nécessaire].
En 2011, Richard Carriere prend la direction des opérations américaines de l'entreprise[réf. nécessaire].

## Produits édités par CyberLink
Les logiciels les plus importants de la gamme sont :
- PowerDVD (lecture de films) ;
- PowerDirector (édition de films) ;
- DVD Suite (suite de logiciels multimédia) ;
- MediaShow (édition, gestion de photos et vidéos) ;
- PowerCinema (centre multimédia) ;
- PowerProducer (création de disques vidéo et de diaporamas photo) ;
- Power2Go (gravure de disques vidéo et photo) ;
- PhotoDirector (retouche photo).

CyberLink propose également des solutions prenant en charge le format de disque Blu-ray.
Actuellement (années 2010), PowerCinema est parfois installé sur des PC de marque HP (sous le nom QuickPlay), sur des Acer (sous le nom de Arcade), et certains ordinateurs Dell (Media Direct). Cyberlink DVD Suite, PowerDVD et Power2Go peuvent être également trouvés sur des passerelles réseau Samsung[réf. nécessaire].

## Évolution
Depuis les années 2020 l'entreprise tend à développer l'intelligence artificielle et le Deep Learning de ses logiciels, leur permettant plus d'autonomie sans intervention extérieure directe. Par exemple pour reconnaître une scène et être capable la détourer, la déplacer sans effort de la part de l'utilisateur. De même, pour ses logiciels audio, CyberLink travaille à des programmes intelligents capables de nettoyer spontanément le son de ses bruits parasites.[non neutre]

## État financier
Coté à la Bourse de Taïwan, CyberLink réalise un peu moins de 100 millions de USD chiffre d'affaires avec une capitalisation boursière de 350 millions de USD en 2006[réf. nécessaire].